# 毛淡棉镇区
毛淡棉镇区為緬甸孟邦毛淡棉縣的鎮區。2014年人口289,388人，區域面積138.99平方公里。該鎮區轄下10個村莊。毛淡棉為該鎮區首府。